# La piedra lunar

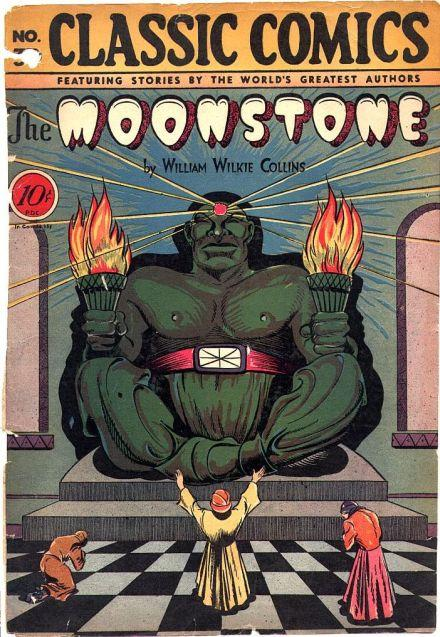
Portada de Classic Comics.

La piedra lunar (en inglés, The Moonstone) es una novela de Wilkie Collins. Se la considera generalmente como la primera novela policial o detectivesca de Inglaterra. Inicialmente fue publicada serializada en la revista literaria semanal All the Year Round, fundada y dirigida por Charles Dickens, del 4 de enero al 8 de agosto de 1868. Ese mismo año apareció en formato de libro.
Collins adaptó la novela como pieza teatral en 1877. En el curso del siglo XX fue objeto de tres adaptaciones para el cine y televisión.

## Argumento
La historia tiene lugar en Inglaterra y gira en torno a una bella joven de la aristocracia llamada Rachel Verinder quien en el día de su décimo octavo cumpleaños recibe como legado un fabuloso diamante conocido como «la piedra lunar» (The moonstone). El diamante provenía de la India y le había sido legado por su tío, John Herncastle, un corrupto oficial inglés que había prestado servicios en aquella entonces colonia inglesa. El diamante, además de su incalculable valor, tenía una enorme significación religiosa. En efecto, Herncastle lo había arrancado de la frente de una deidad hindú durante la toma de Srirangapatna, asesinando para ello a los monjes a cargo de su custodia. A partir de ese momento, tres devotos consagrarían su vida a recuperar el diamante. La narración utiliza elementos históricos reales, tales como la mencionada batalla de Srirangapatna y probablemente otros concernientes a los legendarios orígenes del diamante Hope o tal vez del diamante Orlov.
El cumpleaños de Rachel se celebra en un tenso, enrarecido ambiente. Entre los invitados se encuentran sus primos y a la vez pretendientes Franklin Blake y Godfrey Ablewhite. En esa ocasión, Rachel luce en sus atavíos el diamante y todos los invitados pueden verlo. Pero también tres funámbulos que merodeaban en los alrededores de la mansión. Más tarde en la noche, el diamante desaparece misteriosamente del dormitorio de Rachel.
Los funámbulos son arrestados, pero el diamante no se encontraba en su posesión. Rachel se niega a responder a la policía y a que se efectúen búsquedas entre sus pertenencias, levantando así sospechas. Una joven al servicio de Raquel, Rosanna Spearman, enamorada a su vez de Franklin Blake, actúa asimismo de manera harto extraña y se suicida luego arrojándose en un siniestro pantano infestado de arenas movedizas. Rachel rechaza las atenciones de Franklin Blake y afectada de una profunda crisis emocional parte hacia Londres.
A partir de ese momento, comienza la búsqueda del diamante. Cada uno a su turno, los principales testigos van a dejar por escrito su versión de los hechos, comenzando por Gabriel Betteredge, jefe del personal de servicio y admirador de Robinson Crusoe, al igual que el propio Collins.

## Personajes
- Rachel Verinder – personaje central, legataria del diamante denominado «la piedra lunar».
- Franklin Blake – Primo y pretendiente de Rachel Verinder, cuarto narrador.
- Godfrey Ablewhite – Filántropo, también primo de Rachel Verinder y esperanzado pretendiente.
- Gabriel Betteredge – Jefe del personal de servicio, primer narrador
- Rosanna Spearman – segunda dama de servicio, ladrona reformada, carácter trágico.
- Drusilla Clack – prima de Rachel Verinder, segunda narradora, dama estricta, distribuidora de panfletos religiosos.
- Mr. Bruff – Abogado de la familia, tercer narrador
- Sargento Cuff – famoso detective, afecto a las rosas
- Dr. Candy – Médico de cabecera de la familia, pierde luego su juicio.
- Ezra Jennings – Raro e impopular asistente del Dr. Candy, sufre de cáncer y utiliza opio para aliviar sus dolores.
- Los tres funámbulos hindúes, también referidos en la obra como «los hindúes».

## Significación literaria
La mayoría de los críticos consideran a esta obra como la precursora de la moderna novela de suspenso o misterio. T. S. Eliot se refiere a ella calificándola como «la primera, la más larga y la mejor de las modernas novelas detectivescas de Inglaterra». La piedra lunar utiliza en efecto recursos que llegaron a ser arquetipos de este género: una cantidad considerable de «sospechosos», ingeniosos sofismas en las argumentaciones, personajes presentes en el lugar del crimen que al mismo tiempo participan en su investigación en tanto que talentosos aficionados, la presencia de dos oficiales de policía que ejemplifican, uno al inepto policía regional, el otro al hábil investigador del Scotland Yard. 
En esta novela Collins utiliza una vez más con éxito el recurso estilístico de la novela epistolar y narración múltiple de la cual ya se había servido en La mujer de blanco (The Woman in White): la sección narrada por Gabriel Betteredge (el jefe del personal de servicio) y por Miss Clack (una pariente pobre, morbosamente religiosa) brindan humor y patetismo a través del contraste con los testimonios de los otros narradores a medida en que se avanza en el desarrollo de la intriga.
Otro de los factores del éxito de La piedra lunar fue la colorida descripción de la adicción al opio. Sin que sus lectores lo supieran Wilkie Collins escribía en realidad sobre su propia experiencia: en efecto, en sus años maduros fue víctima de una severa adicción al láudano y como consecuencia sufría delirios paranoicos. El más remarcable de ellos era su convencimiento de que estaba permanentemente acompañado por su doble, a quien humorísticamente apodaba «el fantasma Wilkie» (Ghost Wilkie)
Este fue el último gran éxito de Collins, quien cerró así un ciclo extraordinariamente productivo de cuatro novelas sucesivas que se transformaron en best sellers. Después de La piedra lunar escribió otras novelas, con críticas sociales más explícitas, y que no llegaron a tener el mismo éxito que las precedentes.
Analizada hoy en día, desde una perspectiva postcolonial, la caracterización que Collins hace en La piedra lunar de los tres misteriosos hindúes presentes durante toda la intriga, es inhabitualmente positiva para una obra de esa época.

## Adaptaciones cinematográficas y televisivas
- En 1934, la obra fue llevada por primera vez al cine por la Monogram Pictures Corporation bajo la dirección de Reginald Barker. El libro fue adaptado por Adele S. Buffington . Los roles principales fueron asumidos por David Manners, Charles Irwin, y Phyllis Barry. El New York Times escribió al respecto: «La piedra lunar es un excelente ejemplo de lo que puede lograrse con reducido presupuesto si se consagra tiempo extra y dedicación».[3]

- Una segunda adaptación tuvo lugar en 1972 en Gran Bretaña, bajo la dirección de Robin Ellis, y fue difundida como serie televisiva por el Public Broadcasting Service.

- En 1996, tuvo lugar una tercera adaptación para la televisión, también en el Reino Unido, difundida por la BBC y la Carlton Television en asociación con la cadena norteamericana WGBH de Boston, Massachusetts. Fue protagonizada por Greg Wise en el rol de Franklin Blake y por Keeley Hawes en el de Rachel Verinder.